# Папамобиль

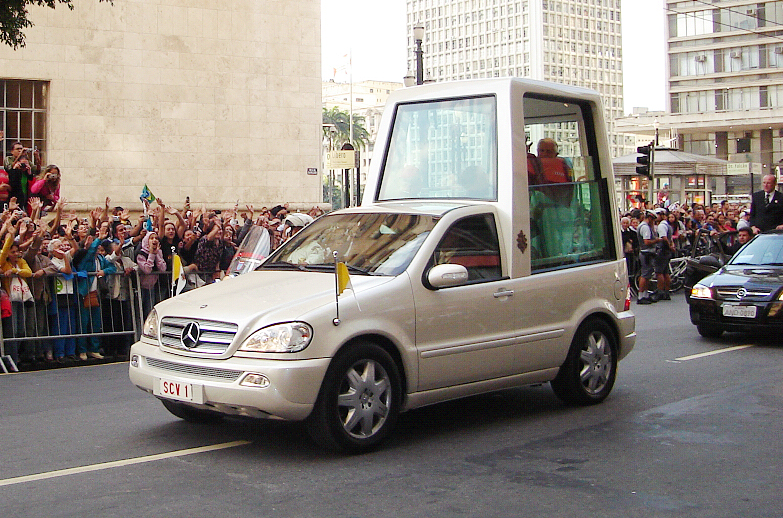
Папа Бенедикт XVI в папамобиле на базе Мерседеса М класса на улицах Сан-Паулу, Бразилия

Па́памобиль (итал. Papamobile) — неофициальное название специально разработанного автомобиля для публичных поездок папы римского. Слово образовано сложением слов «папа» и «автомобиль». Заменил Sedia Gestatoria.

## Папамобили

### Citroën
Первой в 1929 году компания Citroën подарила Папе Римскому Пию XI Citroën C6E Lictoria тёмно-бордового цвета. Автомобиль имел 2,4 литровый двигатель V6 и разгонялся до максимальной скорости в 105 км/ч. Citroën C6E Lictoria получил номер SCV 5. Папамобиль наездил всего 155 км и был отправлен в музей Museo delle Carrozze.

### Fiat
Первым в гараже Ватикана  в 1929 году появился FIAT 525.
Папы часто используют простенькую модель Fiat Campagnola. Если во времена Иоанна XXIII они были всего лишь машинами сопровождения, то папа Иоанн Павел II сам был пассажиром. В 1981 году на него было совершенно покушение, когда он ехал в этой открытой машине. Папа Франциск так же часто использовал Fiat Campagnola в качестве "служебного транспорта".

### Land Rover
В 1982 году переоборудованный Range Rover использовался Папой во время визита в Англию.

#### 1985 — Mercedes-Benz 500 SEL

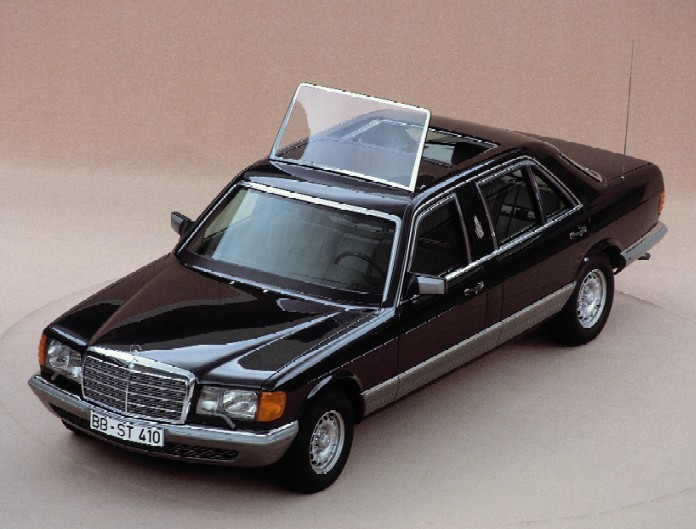
Mercedes-Benz 500 SEL

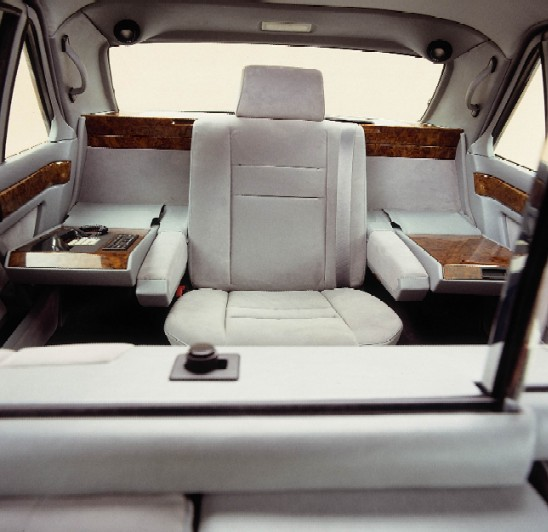
Mercedes-Benz 500 SEL

#### 1997 — Mercedes-Benz S 500 lang Landaulet

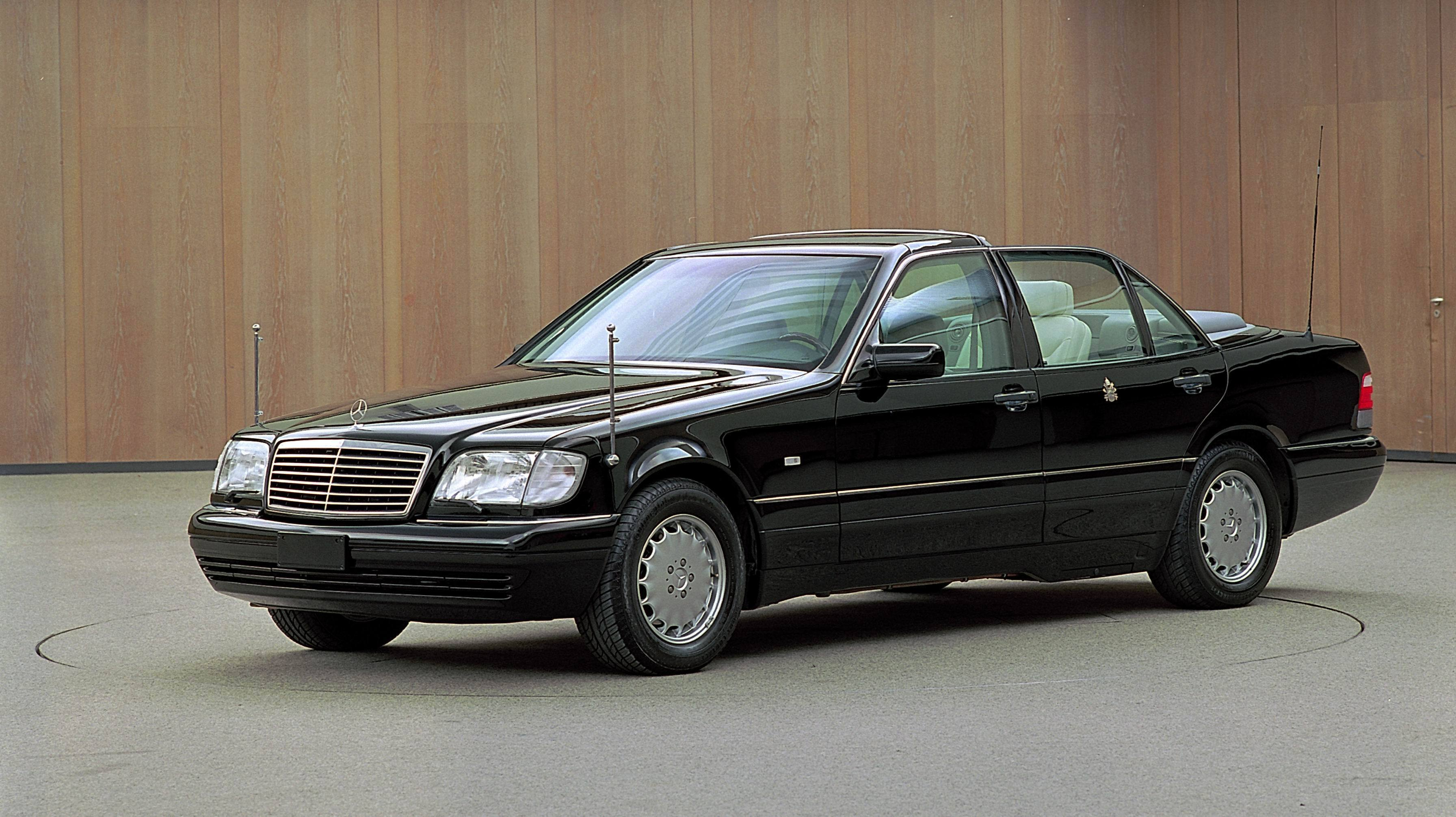
Mercedes-Benz S 500 lang Landaulet

### Mercedes Benz

#### 2002 — Mercedes-Benz ML 430

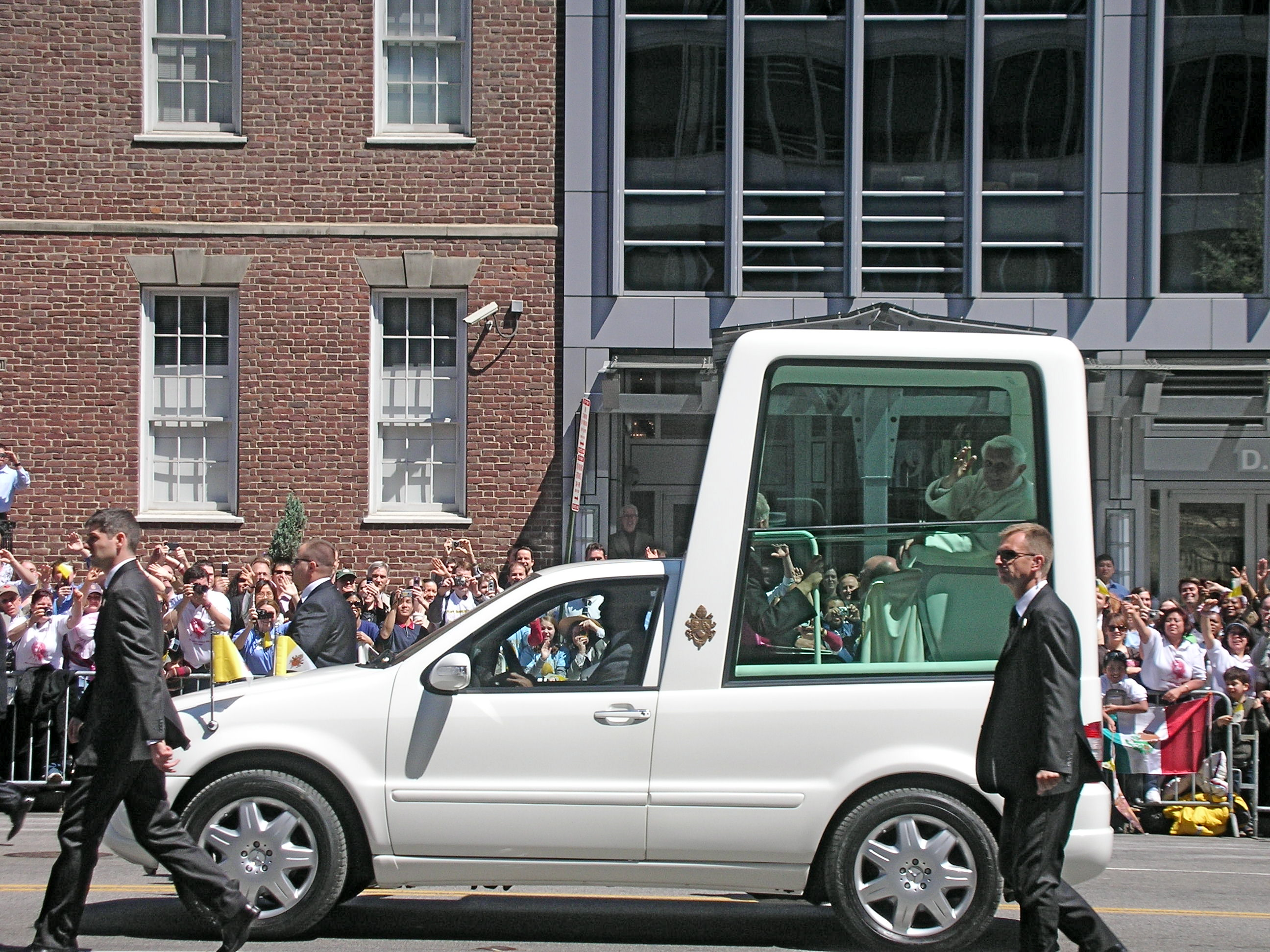

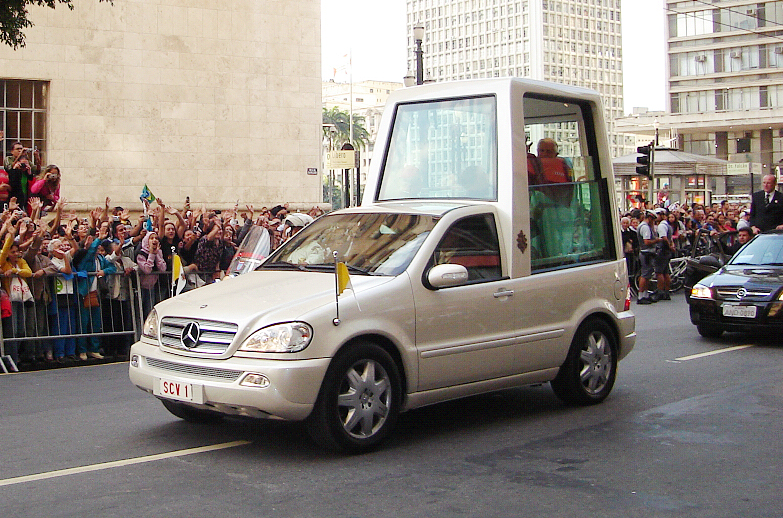
Mercedes-Benz ML 430

В 2002 году для публичных выездов главы католической церкви папы римского Иоанна Павла II был разработан новый папамобиль на базе внедорожника Mercedes-Benz M-класс.
Очередной «Папамобиль» оснащён специальной стеклянной пуленепробиваемой кабиной с опускающимися стёклами, сидя в которой Папа может приветствовать встречающих его людей. В задней части этой кабины имеется специальная откидывающаяся наклонная плоскость, по которой можно поднимать внутрь и спускать кресло на колёсиках для главы католической церкви. Внутри кабины имеется специальный микрофон и громкоговоритель, при помощи которого Папа может общаться с водителем или выступать перед собравшимися.
Для этого «Папамобиля», обычный внедорожник M-класс претерпел довольно сильные изменения, которые коснулись в основном задней части кузова. При этом неизменной осталась кабина водителя и 4,3-литровый двигатель. В то же время подвеска внедорожника была усилена и стала более мягкой, для обеспечения максимального комфорта единственного пассажира.

#### 2012 — Mercedes-Benz ML
В 2012 году компания Mercedes-Benz передала Ватикану в подарок новый «Папамобиль», созданный на основе внедорожника ML (W166). Машина сконструирована по аналогии с предшественником: за передними сиденьями располагается огромная бронированная капсула, в которой находится кресло для Понтифика.

#### 2024 — Mercedes-Benz G580
Последний линейке используемых Понтификами «Гелендвагенов» был подарен папе римскому Франциску в 2024 году. В ходе торжественной церемонии в Ватикане генеральный директор Mercedes-Benz Ола Кэллениус передал понтифику ключи и документы от нового «папамобиля». Электрический внедорожник жемчужно-белого цвета был собран вручную на основе модели Mercedes-Benz G580 с четырьмя электромоторами суммарной мощностью 587 лошадиных сил, трёхместный диван в салоне был заменён на вращающееся кресло, левая задняя дверь бесшовно вварена в кузов, петли задней двери с правой стороны перенесены на противоположную сторону.
В мае 2025 года газета «Corriere della Sera» сообщила, что, согласно последней воле Понтифика, его «папамобиль» преобразуют в передвижной медпункт с оборудованием для диагностики и лечения для детей в секторе Газа.

### Seat

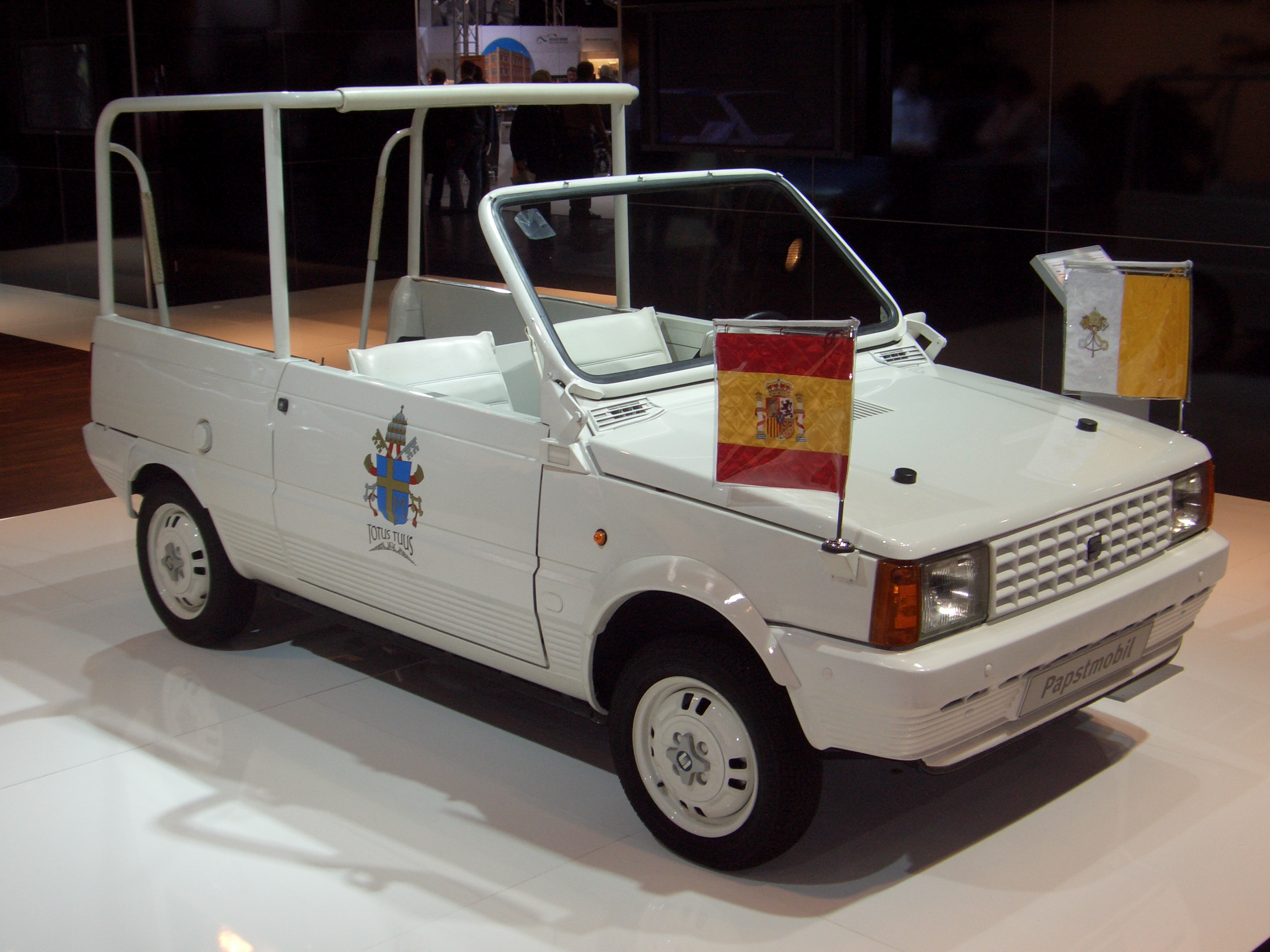
Seat Marbella (Einzelstück)

Во время своего визита в Испанию в 1982 году Иоанн Павел II использовал автомобиль, в основе которого лежал Seat Marbella (Panda). Автомобиль был уникальным и использовался только один раз.

### Lancia
Иоанн Павел II использовал также Lancia Thesis Giubileo.

### Renault
5 сентября 2012 года компания Renault сделала дар Бенедикту XVI два новых электромобиля. Они были специально разработаны для нужд Понтифика и Ватиканской жандармерии на базе модели Renault Kangoo Maxi.
Франциск иногда отказывался от папамобиля во время своих появлений на публике, чтобы показать, как он близок к народу.

## Происшествия
6 июня 2007 во время поездки папы Бенедикта XVI в его открытый белый Fiat попытался запрыгнуть 27-летний гражданин Германии. Папа не пострадал и, вероятно, даже не заметил, как нарушитель порядка перепрыгнул ограждение и попытался на ходу уцепиться за папамобиль. По меньшей мере 8 сотрудников службы безопасности помешали нарушителю и повалили его на землю. Мужчина был задержан полицией Ватикана и отправлен в больницу для психиатрического обследования.
В 2011 году житель немецкого города Дортмунда обратился в полицию, когда увидел, что папа римский Бенедикт XVI едет в своем «папамобиле» непристёгнутым. Инцидент произошёл в городе Фрайбурге во время сентябрьского визита понтифика в Германию. По мнению автора жалобы, понтифик подвергал опасности не только собственную жизнь, но и здоровье окружающих. Вскоре жалоба была отклонена, так как риск аварии был сведён к минимуму.

## Образ в культуре
Папамобиль можно увидеть во многих сериях мультсериала «Папский городок». Одна из серий (девятый эпизод первого сезона) даже полностью посвящена ему: папский автомобиль отправился в путешествие по Риму, был перекрашен, украден и пр.
Также образ Папамобиля был использован создателями второй части мультфильма «Тачки». По сюжету Папамобиль посещает второй этап мировых гонок, которые проходят на итальянском курорте Порто Корса.

## Галерея

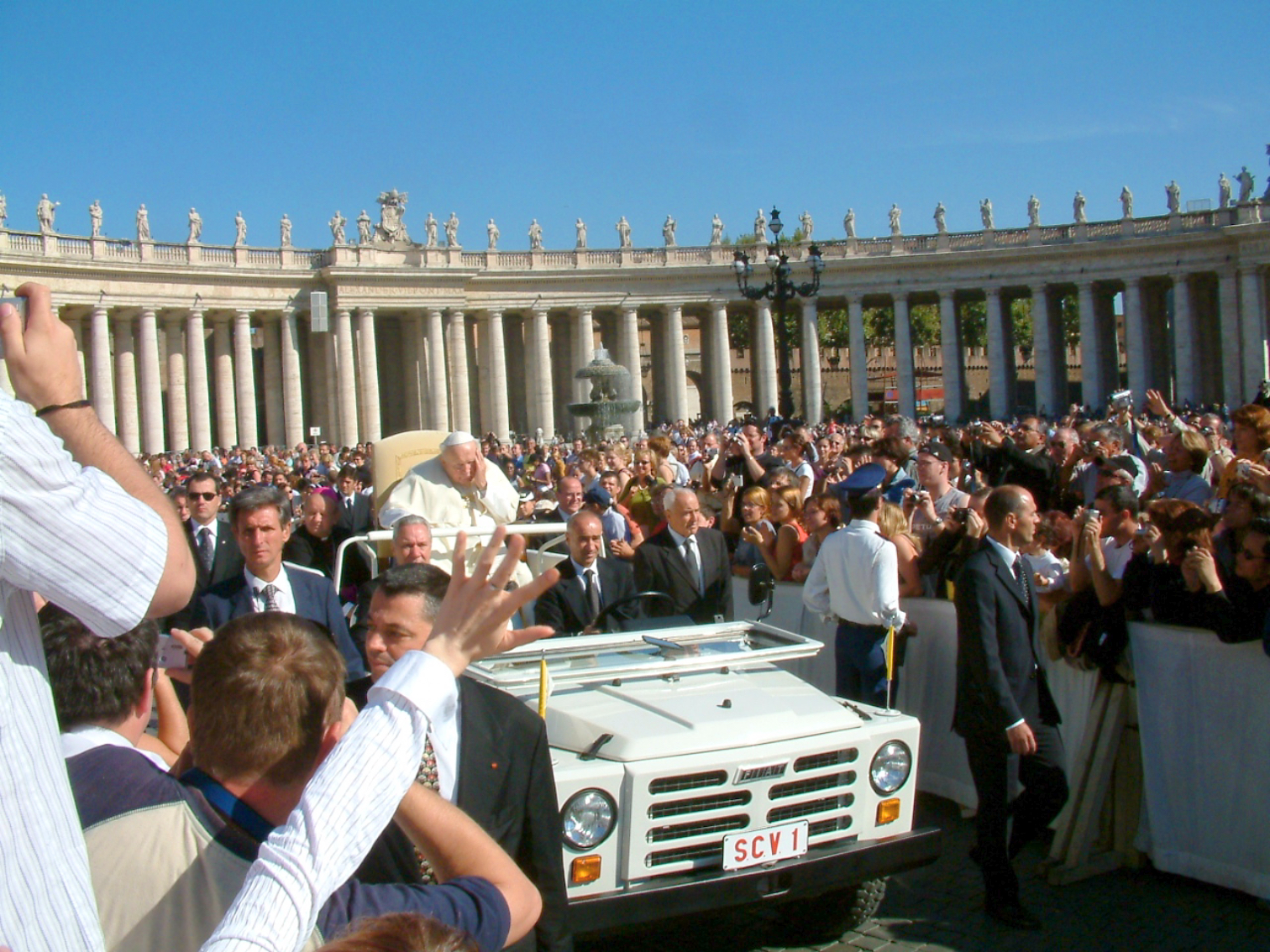
Иоанн Павел II на Площади Святого Петра в 2004 г. на папамобиле Fiat Campagnola
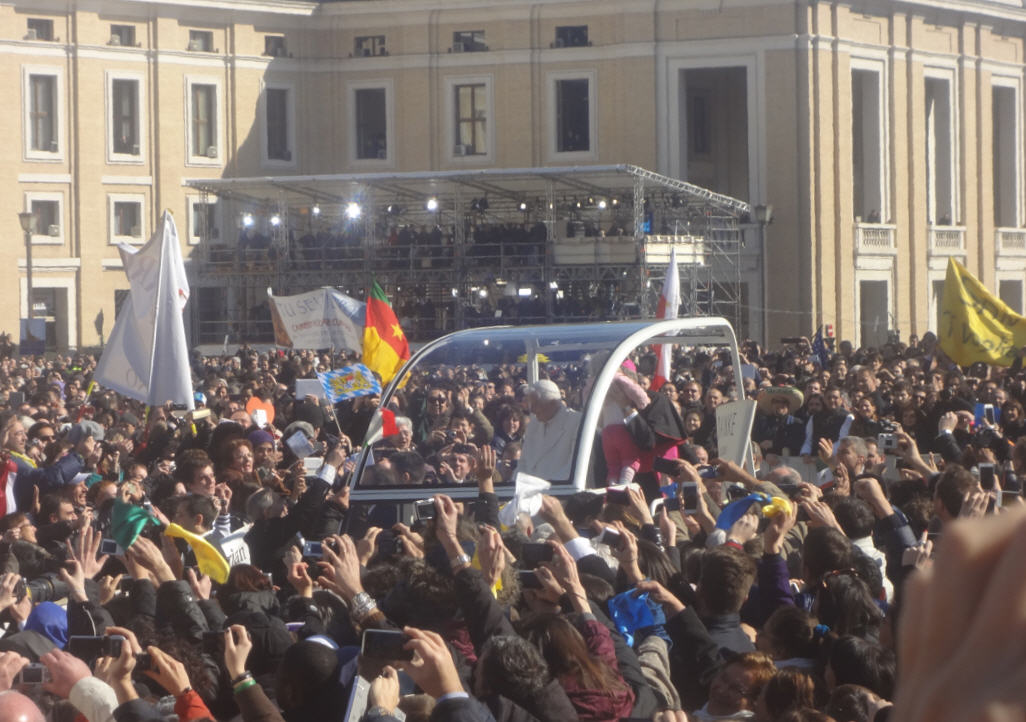
Бенедикт XVI в его заключительную среду на Площади Святого Петра, 27 февраля 2013
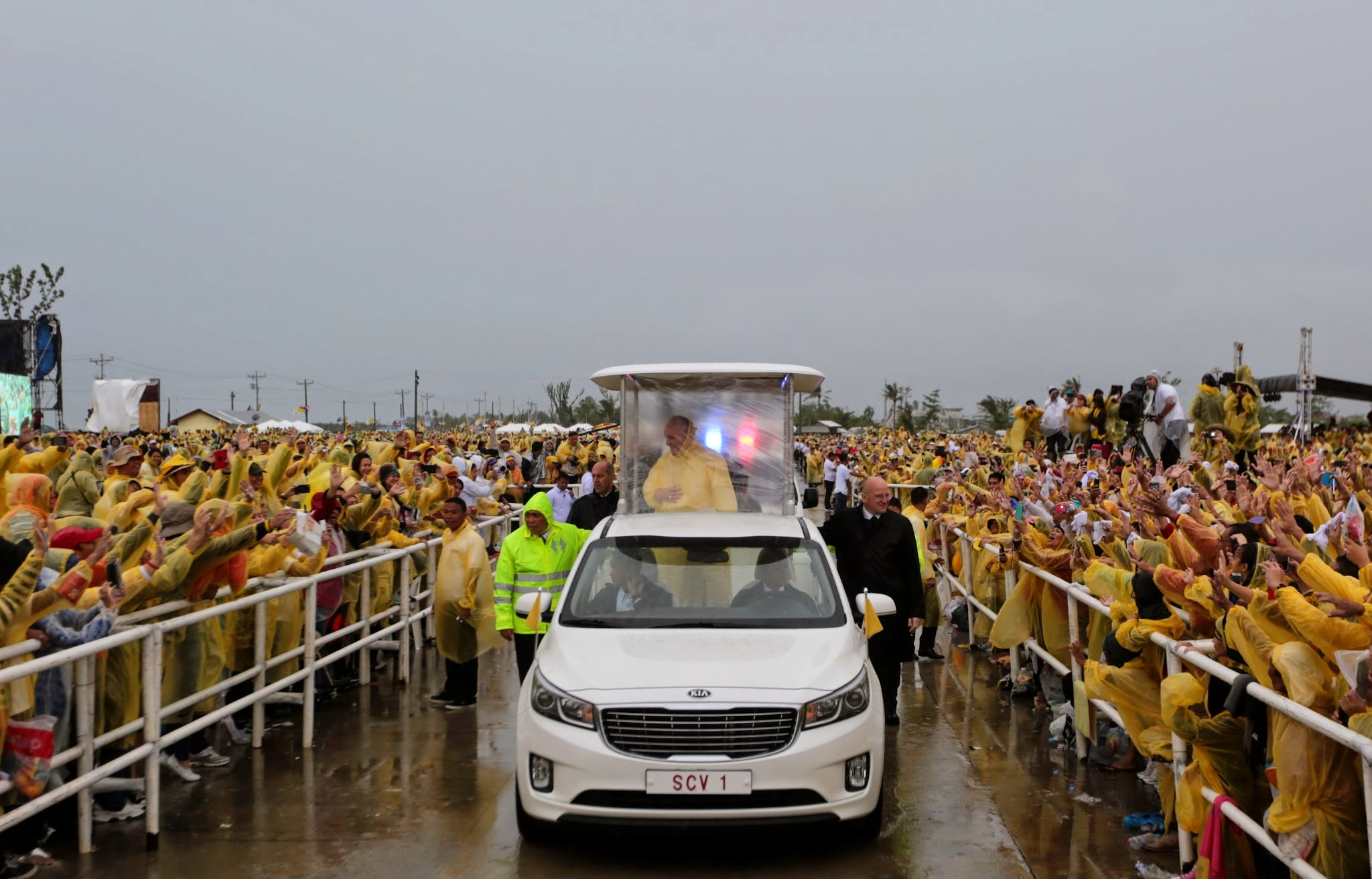
Франциск на папамобиле Kia в Таклобане, Филиппины в январе 2015 г.